# Annemiek Verra
Annemiek Verra (29 mei 1979) is een Nederlands korfbalster. Ze speelt voor DOS'46 uit Nijeveen.

## Clubs
- Leonidas
- SCO
- DOS'46

## Prijzenkast
- Nederlands Kampioen (zaal) 3X, 2005/06, 2006/07, 2008/09
- Nederlands Kampioen (veld) 1X, 2006/07
- Europa Cup 1X, 2007